# Lo bueno de llorar
Lo bueno de llorar es una película chileno-española de 2007 dirigida por Matías Bize. Escrita por Bize y Matías Cornejo Bunger, su historia transcurre en las calles de Barcelona.
La película es una iniciativa de las productoras catalanas DiBa Films y MoM Produccions, que cuentan con el apoyo de empresas líderes en el sector audiovisual como Canon, ApuntoLapospo y Ovide. La película recibió el apoyo del ICAA (Instituto de la Cinematografía y de las Artes Audiovisuales) del Ministerio de Cultura.

## Sinopsis
Los actores Vicenta Ndongo y Àlex Brendemühl son los protagonistas de esta historia. Un recorrido nocturno que descubre una relación llena de matices, con conversaciones que evocan el pasado pensando en el futuro. Las diferentes secuencias de la película nos acercan a los personajes.